# Церква Усікновення голови святого Іоана Предтечі (Просівці)
Церква Усікновення голови святого Іоана Предтечі в Просівцях — парафія і храм Підволочиського благочиння Тернопільської єпархії Православної церкви України в селі Просівці Тернопільського району Тернопільської области.

## Історія церкви
Коли у Просівцях не було храму, жителі відвідували церкву в селі Скорики. Будівництво власної церкви розпочали у 1909 році і завершили у 1910 році на свято Усікновення голови святого Іоана Предтечі.
Організатором будівництва став Теодор Гладин, який, уклавши договір з польською владою про будівництво костелу за винагороду, використав ці кошти для спорудження храму. Першим священником був о. Краснопера зі Скориків.
З 1947 року парафія приєднана до села Токи.

## Парохи
- о. Захарків,
- о. Дмитро Чиж.